# Грейфрайерс Бобби
Грейфра́йерс Бо́бби (англ. Greyfriars Bobby) — скай-терьер, получивший известность в XIX веке, после того, как на протяжении четырнадцати лет, до его собственной смерти 14 января 1872 года, охранял могилу его умершего владельца в городе Эдинбург, Шотландия.
Спустя год после того, как собака умерла, баронессой Анджелой Бердетт-Куттс была воздвигнута статуя и фонтан в честь Бобби.
Несколько книг и фильмов были основаны на жизни Бобби, включая «Грейфрайерс Бобби» Элеанор Аткинсон и фильмы «Грейфрайерс Бобби» (1961, Производство Уолта Диснея) и «Приключения Грейфрайерс Бобби» (2006).

## История

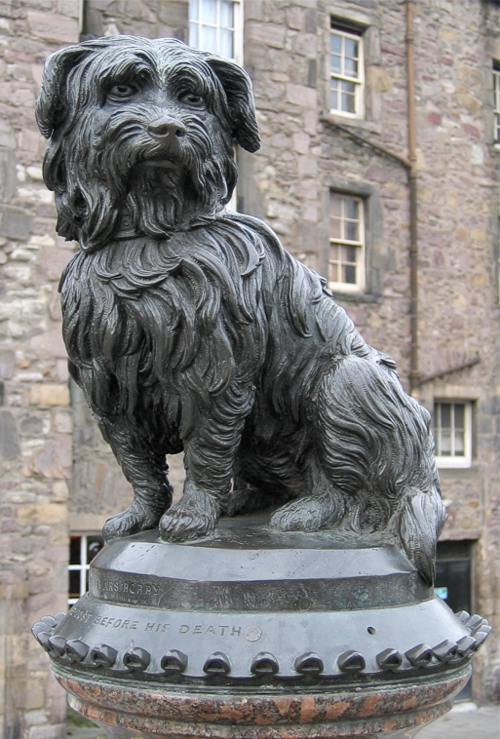
Этот памятник Бобби отнесен к категории А listed building

Бобби принадлежал Джону Грею, который работал в Эдинбургской городской полиции ночным обходчиком. Они жили неразлучно в течение приблизительно двух лет. 15 февраля 1858 года Джон Грей умер от туберкулёза. Он был похоронен в Эдинбурге на кладбище Грейфрайерс при церкви Францисканцев в старой части города.
Бобби, переживший своего хозяина на 14 лет, провёл оставшиеся годы на его могиле, лишь иногда отлучаясь в ресторан недалеко от кладбища, где его подкармливал владелец, или для того, чтобы переждать морозы в ближайших домах.
В 1867, когда над Бобби, как над собакой без хозяина, нависла угроза уничтожения, лорд-провост Эдинбурга, сэр Уильям Чэмберс (также директор Шотландского Общества Против Жестокого обращения с Животными), заплатил за возобновление лицензии Бобби и взял его под ответственность муниципалитета.
Бобби получил ошейник с гравюрой из толстого латунного листа и надписью «Грейфрайерс Бобби от Лорд-мэра, 1867, разрешено». Этот ошейник в настоящее время демонстрируется в музее Huntly House, расположенном на Королевской Миле в Эдинбурге.
Бобби умер в 1872 году и, так как не мог быть похоронен непосредственно в пределах кладбища Грейфрайерс, он был похоронен перед воротами, недалеко от могилы Джона Грея.

## В памяти

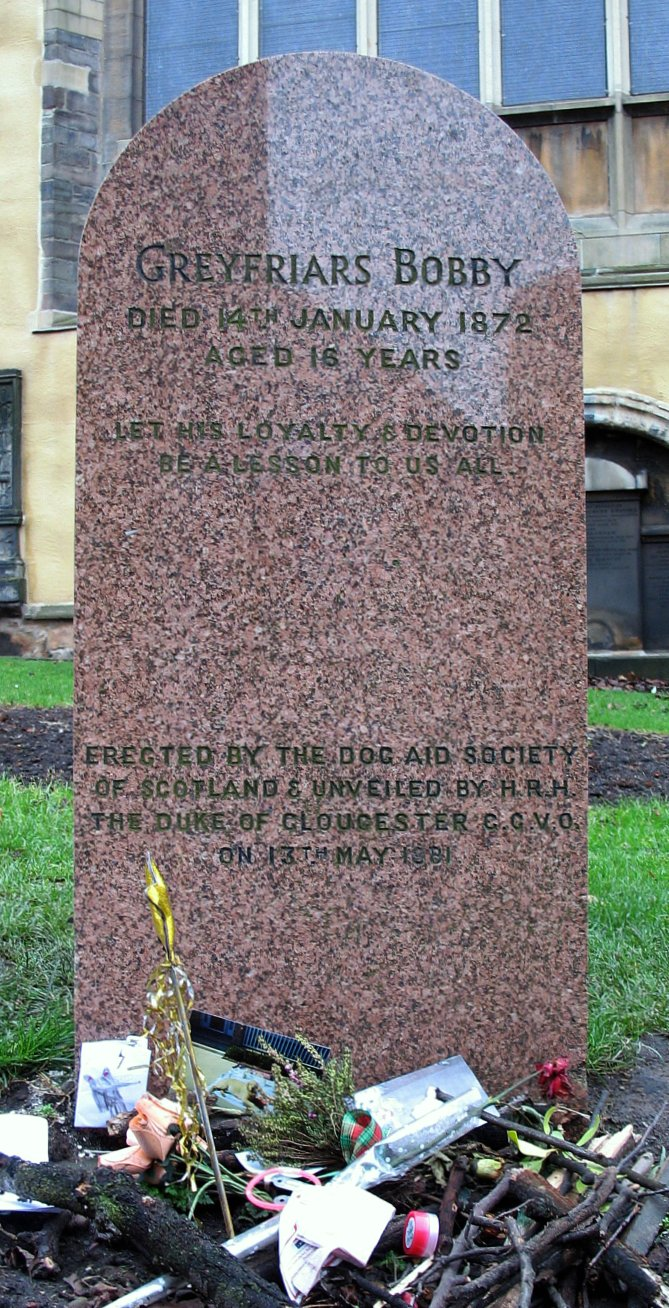
надгробный камень Грейфрайерс Бобби, расположенный на кладбище Greyfriars Kirkyard, Эдинбург, Шотландия

Статуя Грейфрайерс Бобби, выполненная в натуральную величину, стоит перед баром «Грейфрайерс Бобби», который расположен около Greyfriars Kirkyard.
Сделать статую Бобби благотворительница Анджела Бердетт-Кутс уполномочила Уильяма Броди. Памятник был создан ещё при жизни Бобби в 1871 году и был открыт после его смерти без церемоний в ноябре 1873 года.
Красный гранитный камень на могиле Бобби был установлен Обществом помощи собакам Шотландии и торжественно открыт герцогом Глостерским Ричардом Виндзором 13 мая 1981 года. Надпись на камне гласит: «Грейфрайерс Бобби — скончался 14 января 1872 — возраст 16 лет — Пусть его верность и преданность будет уроком нам всем».

## Книги и фильмы
Его невероятная верность сделала Бобби очень популярным среди любителей собак, которые распространяли и украшали его историю. Книги и фильмы, прямо или косвенно основанные на его истории:
- Книга Грейфрайерс Бобби Элеаноры Аткинсон[англ.], которая значительно украсила историю и сделала Джона Грея работником на ферме, известным как «Олд Джок»[5]. Фильм 1961 года «Грейфрайерс Бобби[англ.]» основан на этой книге[6].
- Иллюстрированная история Грейфрайерс Бобби Джона Макея.
- Фильм «Приключения Грейфрайерс Бобби[англ.]» вышел в Великобритании в феврале 2006 года. В главных ролях снимались Оливер Голдинг и Кристофер Ли[7]. Сцены в Эдинбургском Замке для этого фильма были сняты в соседнем Стерлингском Замке. Роль Бобби исполнила собака породы Вест хайленд уайт терьер. Были добавлены новые действующие лица и исключен один из важнейших персонажей в жизни Бобби, Джон Трэйллэнд[8].
- «Вызов Лесси» (1949), более ранний фильм, основанный на книге Элеоноры Эткинсон. В фильме Бобби был заменён на Лесси[9].

## Другие упоминания

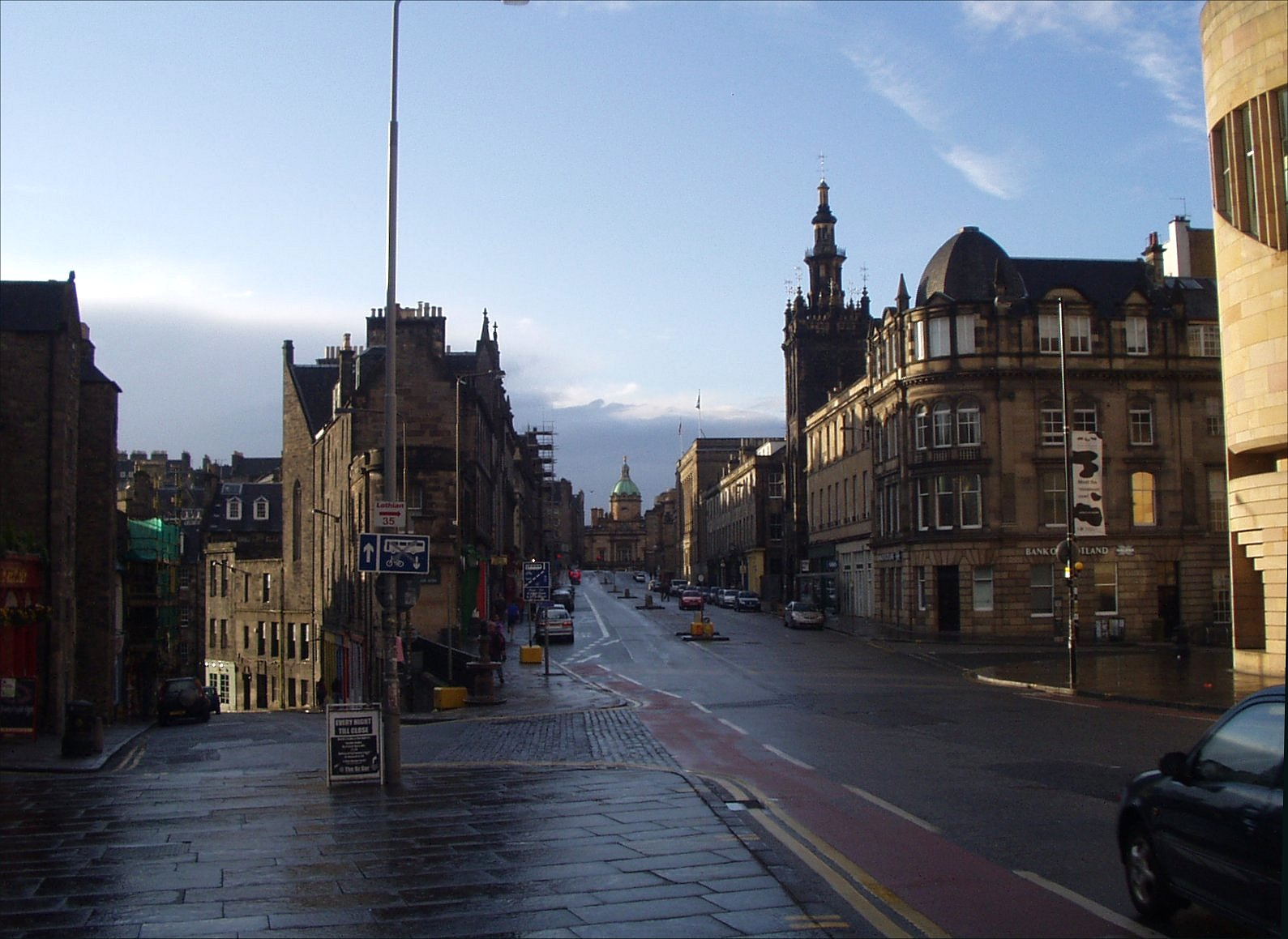
Памятник находится на пересечении Candlemaker Row (слева) и George IV Bridge (справа)

- Шотландско-канадская кельтик-панк-группа The Real McKenzies написала памятную песню «The Ballad of Greyfriars Bobby», которая вошла в альбом 2008 года Off the Leash.
- В книге Терри Пратчетта «Движущиеся картинки» тоже есть отсылка на данное явление — история пса Гаспода, хотя автор по другому переосмысливает историю:

«Эта притча якобы рассказывает о глубокой, непреходящей преданности собаки своему хозяину, — презрительно ответил Гаспод, как будто выплевывая слова.
— Но ты, конечно, в эту притчу не веришь?
— Как тебе сказать… В одно я верю. В то, что, если собаке хвост надгробной плитой прищемить, она никуда не уйдет с могилы. Будет там сидеть и выть до самой своей кончины.»

- В игре Grand Theft Auto V также присутствует отсылка к истории Бобби — в 10 часов утра на местном кладбище можно увидеть маленького пса скай-терьерской породы, неспешно подходящего к небольшой могиле и долго сидящего возле неё.